# Moaciria
Moaciria ist eine Gattung der Spulwürmer mit fünf Arten. Sie sind Parasiten bei Reptilien.

## Merkmale
Die vorderen Kutikulaerweiterungen sind nicht mit dem Hauptteil der drei Lippen verbunden. Der Pharynx ist ohne Zahnreihen. Der Schwanz der Männchen ist schräg gestutzt und hat einen langen Enddorn, die Kaudalflügel sind durch kräftige Papillen gestützt. Der Genitalsaugnapf ist nach hinten orientiert.

## Systematik
Hodda (2022) gliedert die Unterfamilie Spinicaudinae in nur eine Tribus (Spinicaudini) mit der einzigen Untertribus Spinicaudinii, in der neben Moaciria vier weitere Gattungen eingruppiert sind. Das Interim Register of Marine and Nonmarine Species (IRMNG) listet folgende Arten:
- Moaciria butleri Jones, 1979
- Moaciria chondropythonis Gibbons, 1979
- Moaciria etnae Jones, 1979
- Moaciria icosiensis Seurat, 1917
- Moaciria komodoensis (Pinnell & Schmidt, 1977)
- Moaciria sphenomorphi Jones, 1979